# Iuliya Podskalnaya
Iuliya Vladimirovna Podskalnaya(em russo:Юлия Владимировна Подскальная; Nerekhta,Kostroma),18 de abril de 1989.É uma voleibolista russa que desempenha a função de central.Atualmente Podskalnaya defende o clube suíço do Voléro Zürich.

## Clubes
| Clube                  | De        | A         |
| ---------------------- | --------- | --------- |
| Severstal Tcherepovets | 2001-2002 | 2011-2012 |
| Omitchka Omsk          | 2012-2013 | 2012-2013 |
| Dinamo Krasnodar       | 2013-2014 | 2014-2015 |
| VBC Voléro Zürich      | 2015-2016 | …         |

## Conquistas

### Seleção
- 2014  - Grand Prix

### Clubes
- 2014/2015  - Copa da Rússia
- 2014/2015  - CEV Cup
- 2014/2015  - Campeonato Mundial de Clubes